# Église protestante de Belleville
L'Église protestante de Belleville est une paroisse membre de l'Église protestante unie de France. Son temple est situé 97 rue Julien-Lacroix, dans le 20e arrondissement de Paris. 

## Historique

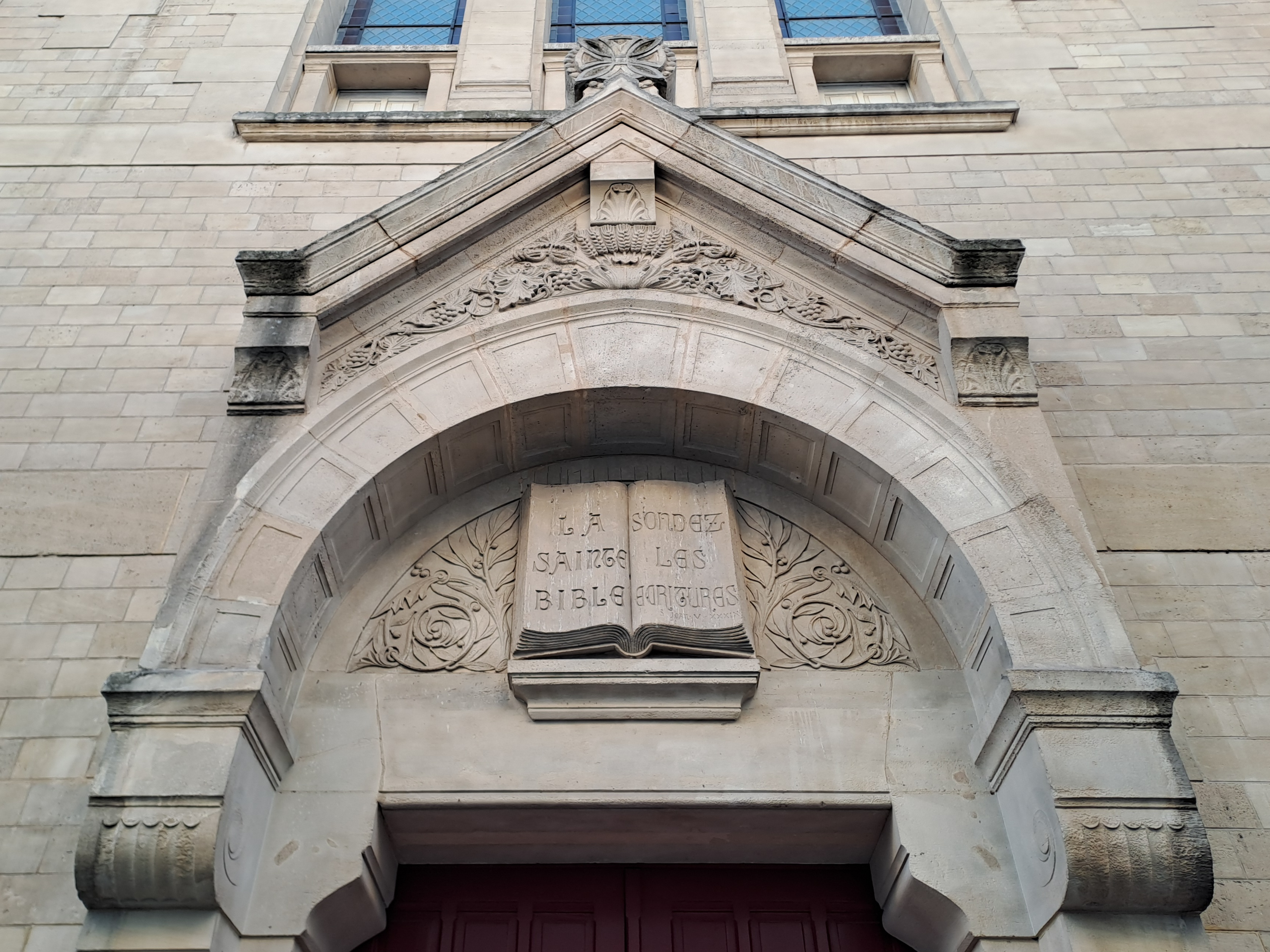
Détail du porche, avec un bas-relief de Bible ouverte "Sondez les écriture".

Le premier lieu de culte est ouvert en 1855 par le pasteur Louis Vernes, dans un ancien atelier, 3 rue Pradier. Un temple est inauguré le 8 août 1858 au 60 rue Julien Lacroix. La ville de Paris rachète le bâtiment et construit un nouveau temple, à son emplacement actuel, entre 1877 et 1880, sous la direction de Léon Salleron, architecte de la ville de Paris. L'édifice est dotée d'une chaire monumentale en pierre et l'orgue date de 1907.
En 1919, la paroisse rachète un bâtiment, « la Maison de Fer », pour créer le foyer de Belleville, sous l'égide du pasteur Pierre Secrétan.
Le temple est, depuis les années 1980, la figure de proue de la sensibilité évangélique de l'Église protestante unie de France à Paris. En 2020, son pasteur est Gilles Boucomont.
En juillet 1995, Werner Loertscher, le pasteur responsable de la paroisse au côté du pasteur anglais Charlie Cleverly, crée l'association Torrents de vie.